# Steropleurus recticarinatus
Steropleurus recticarinatus är en insektsart som först beskrevs av Llorente del Moral 1980.  Steropleurus recticarinatus ingår i släktet Steropleurus och familjen vårtbitare. Inga underarter finns listade i Catalogue of Life.